# Liste der Biografien/Polz
Liste der Biografien |
Portal Biografien |
Personensuche
# |
A |
B |
C |
D |
E |
F |
G |
H |
I |
J |
K |
L |
M |
N |
O |
P |
Q |
R |
S |
T |
U |
V |
W |
X |
Y |
Z |
?
 
Pa |
Pc |
Pe |
Pf |
Ph |
Pi |
Pj |
Pk |
Pl |
Pm |
Pn |
Po |
Pr |
Ps |
Pt |
Pu |
Pv |
Pw |
Py
 
Poa |
Pob |
Poc |
Pod |
Poe |
Pof |
Pog |
Poh |
Poi |
Poj |
Pok |
Pol |
Pom |
Pon |
Poo |
Pop |
Por |
Pos |
Pot |
Pou |
Pov |
Pow |
Pox |
Poy |
Poz
 
Pola |
Polc |
Pold |
Pole |
Polf |
Polg |
Polh |
Poli |
Polj |
Polk |
Poll |
Polm |
Poln |
Polo |
Pols |
Polt |
Polu |
Polv |
Polw |
Poly |
Polz
Die Liste der Biografien führt alle Personen auf, die in der deutschsprachigen Wikipedia einen Artikel haben. Dieses ist eine Teilliste mit 52 Einträgen von Personen, deren Namen mit den Buchstaben „Polz“ beginnt.

## Polz
- Polz, Christian Friedrich (1714–1782), deutscher Logiker und evangelischer Theologe
- Polz, Daniel (* 1957), deutscher Ägyptologe
- Polz, Eugen (1920–2000), deutscher Lungenfacharzt und Aktivist der Jugendarbeit in Bayern
- Polz, Gerhard (1943–2011), deutscher Fußballspieler
- Polz, Johann († 1645), deutscher Pädagoge
- Polz, Johann (1605–1675), deutscher Pädagoge und Bibliothekar
- Pölz, Johann (1920–1978), österreichischer Politiker (SPÖ), Abgeordneter zum Nationalrat
- Pölz, Johannes (* 2005), österreichischer Skispringer
- Polz, Marianne (* 1944), deutsche Germanistin

### Polze
- Polze, Helmut (1933–1997), deutscher Opernsänger und Schauspieler
- Polze, Werner (1931–2019), deutscher Bankkaufmann und Präsident der Deutschen Außenhandelsbank
- Polzehl, Jürgen (* 1953), deutscher Kommunalpolitiker (SPD)
- Pölzel, Simon († 1806), Gärtner
- Polzelli, Luigia († 1830), italienische Sängerin (Mezzosopran)
- Polzeniusz, Ferdinand Eduard (1862–1918), österreich-ungarischer Chemiker
- Pölzer, Amalie (1871–1924), österreichische Politikerin
- Polzer, Anja (* 1984), deutsches Model, Reality-TV-Teilnehmerin und PR-ManagerinAnja Polzer (* 1984)

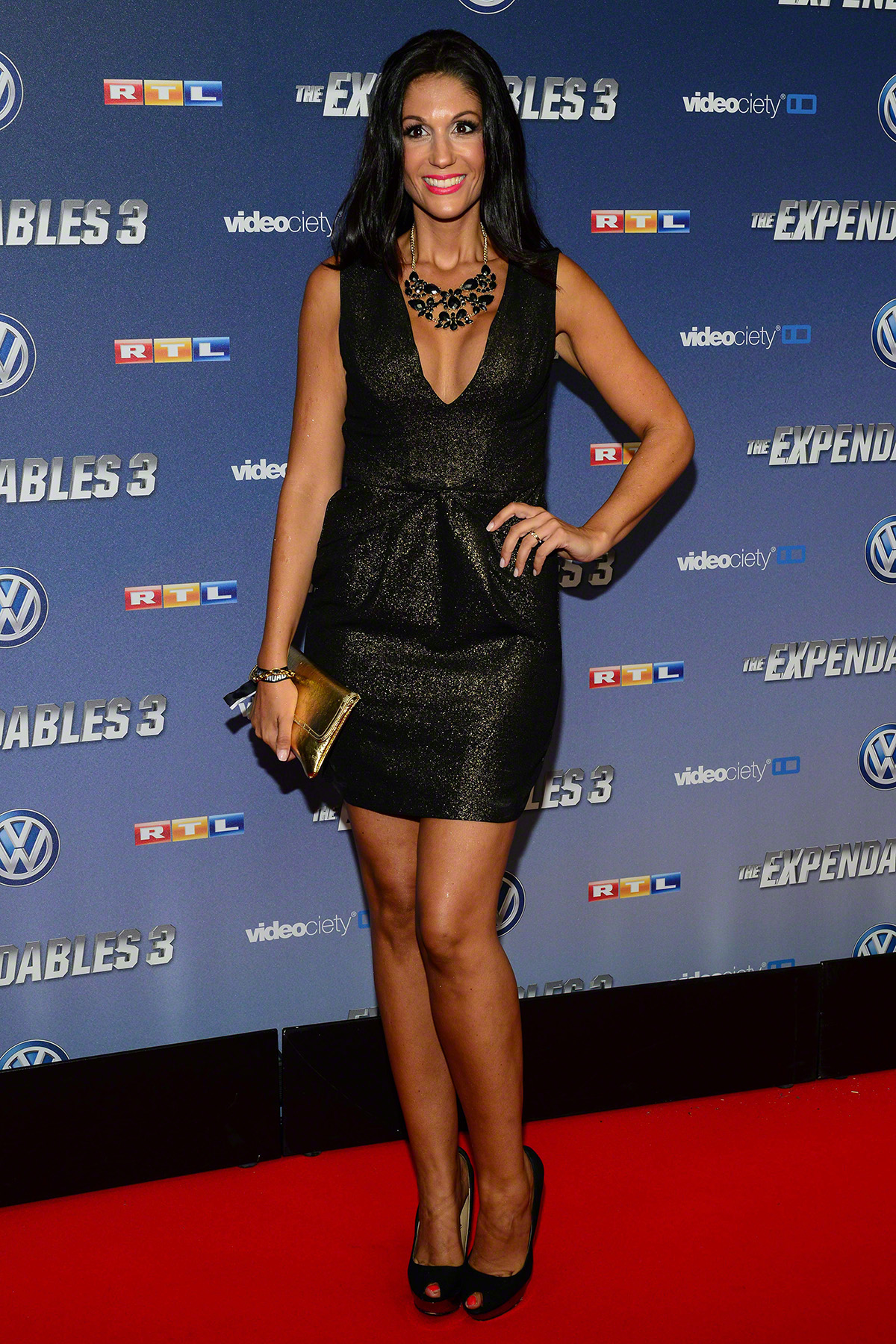
Anja Polzer (* 1984)

- Polzer, Annette (* 1960), deutsche bildende Künstlerin
- Polzer, Aurelius (1848–1924), österreichischer Gymnasiallehrer, Dichter und Schriftsteller
- Polzer, Franz (1875–1930), österreichischer Architekt und Stiftsbaumeister, Künstler und Landschaftsarchitekt
- Polzer, Franz (* 1929), österreichischer Politiker (SPÖ), Landtagsabgeordneter im Burgenland
- Polzer, Joachim (* 1962), deutscher Medienhistoriker, Verleger, Publizist und Filmfestival-Macher
- Pölzer, Johann junior (1903–1964), österreichischer Gewerkschafter und Politiker (SPÖ), Landtagsabgeordneter, Abgeordneter zum Nationalrat
- Pölzer, Johann senior (1872–1934), österreichischer Politiker (SDAP), Landtagsabgeordneter, Abgeordneter zum Nationalrat
- Polzer, Oliver (* 1972), österreichischer SportreporterOliver Polzer (* 1972)

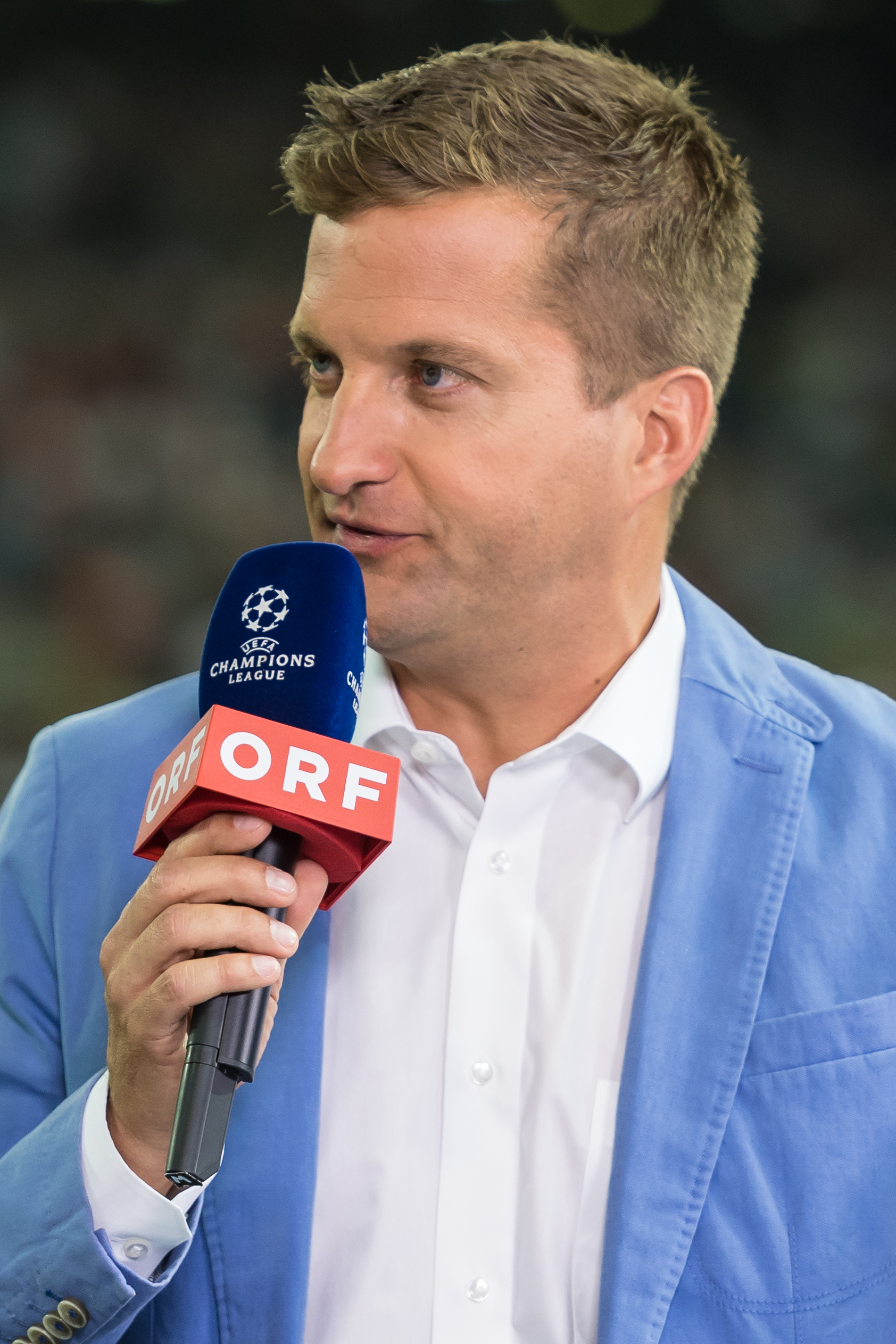
Oliver Polzer (* 1972)

- Polzer, Renate (* 1947), österreichische bildende Künstlerin und Kulturorganisatorin
- Pölzer, Robert (* 1961), deutscher Journalist
- Polzer-Hoditz, Arthur (1870–1945), Kanzleidirektor des Herrenhauses des Reichsrats in Cisleithanien, und Kabinettsdirektor von Kaiser Karl I. (1917–1918)
- Polzer-Hoditz, Ludwig (1869–1945), österreichischer Offizier, Gutsbesitzer, Anthroposoph und Publizist

### Polzh
- Polzhofer, Kai Johannes (* 1989), deutsch-österreichischer Dirigent, Komponist und Musikautor

### Polzi
- Polziehn, Olaf (* 1970), deutscher Jazz-Pianist und Professor
- Polzik, Eugene S. (* 1953), russisch-dänischer Physiker
- Polzin, Albert (1870–1954), deutscher Orgelbauer in Posen
- Polzin, Alexander (* 1973), deutscher Bildhauer, Maler, Graphiker und Bühnenbildner
- Polzin, Alexandra (* 1975), deutsche Fernsehmoderatorin
- Polzin, Arno (* 1962), deutscher Werkzeugmacher
- Polzin, Gerhard (* 1945), deutscher Präsident des Blinden- und Sehschwachenverband der DDR
- Polzin, Harald (* 1963), deutscher Schauspieler
- Polzin, Heike (* 1955), deutsche Politikerin (SPD), MdL
- Polzin, Jacob Ephraim (1778–1851), deutscher Architekt des Klassizismus
- Polzin, Jürgen (* 1949), deutscher Schauspieler
- Polzin, Ludwig (1892–1964), deutscher römisch-katholischer Geistlicher und Kapitularvikar der Prälatur Schneidemühl
- Polzin, Merlin (* 1990), deutscher FußballtrainerMerlin Polzin (* 1990)

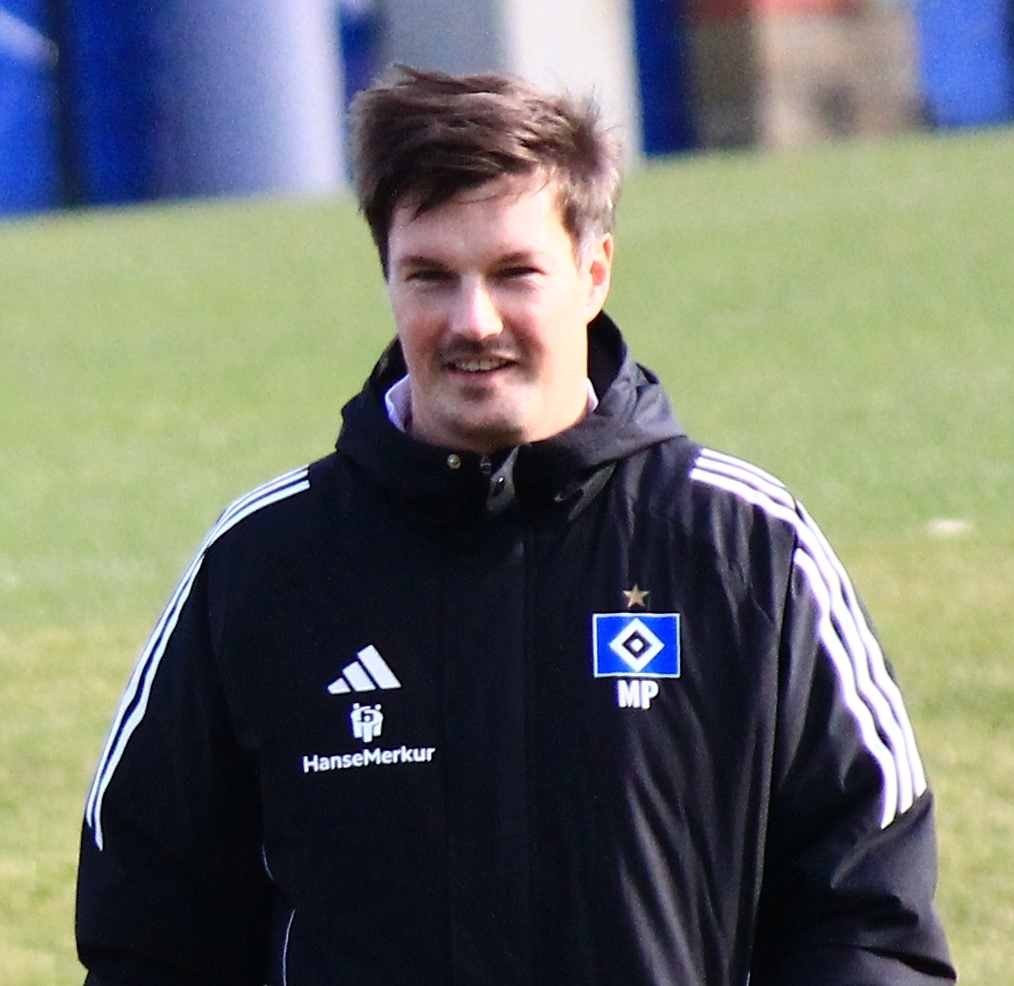
Merlin Polzin (* 1990)

- Polzin, Philipp (* 1985), deutscher Komponist, musikalischer Leiter, Pianist und Produzent
- Polzin, Rainer (* 1971), deutscher Schachmeister
- Polzin-Haumann, Claudia (* 1970), deutsche Sprachwissenschaftlerin

### Polzl
- Pölzl, Birgit (* 1959), österreichische Schriftstellerin
- Pölzl, Christian (1962–2017), österreichischer Theaterregisseur, Schauspieler und Musiker
- Pölzl, Eva (* 1975), österreichische Moderatorin
- Pölzl, Georg (* 1957), österreichischer Manager
- Pölzl, Heinrich J. (1925–2016), österreichischer bildender Künstler, Kunstvermittler und -erzieher
- Pölzl, Leopold (1879–1944), tschechoslowakischer Kommunalpolitiker